# Karl Gjellerup
Karl Adolph Gjellerup (født 2. juni 1857, Roholte ved Præstø, død 11. oktober 1919, Klotzsche ved Dresden) var en dansk forfatter.

## Familieforhold og udmærkelser
Han var søn af præsten Carl Adolph Gjellerup og Anna Fibiger. Efter faderens død i Landet Sogn på Lolland i 1860 flyttede han til moderens fætter, Johannes Fibiger, som var præst ved Garnisons Kirke i København.
Han debuterede i 1878 som forfatter med En Idealist (1878), som foregår i samtiden i provinsbyen N, en henvisning til Næstved, hvor hans plejefar havde fået kald som sognepræst.
Han delte Nobelprisen i litteratur 1917 med Henrik Pontoppidan.
Der er opkaldt veje efter Karl Gjellerup: Karl Gjellerup Straße i Dresden, Tyskland og Karl Gjellerups Alle i Søborg i Gladsaxe kommune

## Litterær produktion
Han blev født i Roholte hvor Faderen var præst. Tidlig faderløs blev drengen opdraget i København hos moderens fætter, den poetisk begavede præst Johannes Fibiger, blev
student 1874 og slog i overensstemmelse med slægtens traditioner, ind på teologien. Imidlertid ledte hans skarpe, kritiske forstand ham snart ind på moderne bibelkritik og
bort fra troen, og — opvokset som han var i den Fibigerske slægts æstetiske interesser — fordybede den unge teolog sig i den græske antik, i tyske
klassikere, særlig Schiller, og i nyere engelske digtere. Shelley og Byron har det vel også været, som først førte ham over i 1870'ernes Brandeske bevægelse, og han blev nu en fyrig adept af Georg Brandes og af tidens radikale naturalisme.
Lige efter at have taget teologisk eksamen i 1878 skrev han de polemisk-fritænkerske nutidsfortællinger En Idealist (1878) og Det unge Danmark (1879); Tendensen mod kristendommen bærer også den historiske roman Antigonos (1880), i hvilken Gjellerups græske dannelse i øvrigt får et smukt udtryk. Samtidig uddannede Gjellerup sig ivrigt i moderne retning ved studium af Darwin og Spencer (1881 fik han Københavns Universitets guldmedalje for en filosofisk prisafhandling) og ved læsningen af den ny franske romanlitteratur. Digtsamlingen Rødtjørn (1881) var udviklingsfilosofi og fritænkerpolemik sat i — ofte barokke og uheldige, omend nu og da originale og farverige — vers. I digtcyklussen Aander og Tider ved Darwins død i 1882 lykkedes det ham bedre at omsmelte moderne naturvidenskab i poetiske syner; samme år skildrede Gjellerup i romanen Germanernes Lærling med megen forståelse sin åndelige udvikling.
Imidlertid begyndte Gjellerups hidtidige radikalisme temmelig hurtig at sætte sig; efter at have skrevet to kønne, men mén-løse og tamme nutidsnoveller Romulus og G Dur, kom han ud at rejse — til Tyskland, Grækenland og Rusland —, og i sine rejseskildringer En klassisk Maaned (1884) og Vandreaaret (1885) brød han på voldsom måde med "brandesianismen". Han var også på denne tid kastet ind i lidenskabelige personlige Brydninger i 1887 indgik han ægteskab). I sin digtning famlede han nu efter et højere, ideal retning, idet han ville forbinde sit moderne, naturmæssige livssyn med den humanistiske idealisme, som han havde inddrukket fra sin tidligste ungdom. Med sin omfattende æstetiske dannelse lod han sig inspirere, snart af gammelnordiske emner (Brynhild (1884), Hagbart og Signe (1888), han oversatte også i 1895 Eddasangene, snart af klassisk græsk (Tamyris (1887), En klassisk Legende (samme år), nu af rokokoen med Bryllupsgaven (1888), så af revolutionen i St Just (1886).
Mens han i den stort anlagte digtning Tamyris nærmest må siges at have forløftet sig på en skøn, ophøjet idé, er der i Brynhild en tragisk følelsesgæring og et storladent tankesving, som løfter Gjellerups noget anstrengte verskunst op til virkelig poesi. Nok så meget umiddelbart liv var der dog i de to romaner, i hvilke Gjellerups kunst atter nedlod sig til samtidens virkelighed. Minna (1889) og Møllen (1896) skildrer stemningsfuldt og anskueligt, fængsler læserens medfølende interesse og søger psykologisk at forklare, moralsk at bedømme alvorlige sjælelige konflikter. Ubetydeligere og romanagtige virkede fortællinger som Ved Grænsen (1897) og Tankelæserinden (1902).
I dramaet, som Gjellerup samtidig slog sig på, var det heller ikke Kong Hjarne Skjald, som skaffede ham laurbær, men nutidsskuespillene Herman Vandel (1891) og især det virkningsfulde og poesirige Wuthorn (1893), der gjorde lykke på scenen.
Imidlertid havde Gjellerup bosat sig i Dresden, hvor hans hustru hørte hjemme. Og — vel til dels gennem Wagner, hvis musik Gjellerup tidlig interesserede sig for (Richard Wagner i Trilogien Nibelungen Ring (1890) — kom den stadig søgende og lærelystne ånd fra århundredskiftet ind på indisk religionsfilosofi, og fra den henter en række nye digteriske arbejder deres inspiration: Legendedramaerne Offerildene (1903) og Den fuldendtes Hustru (1907), de store romandigtninger Pilgrimmen Kamanita (1906) og Verdensvandrerne (1910). I sine sidste romaner har Gjellerup imidlertid igen søgt andetsteds hen — i Rudolph Stens Landpraksis (1913) til nutidens Danmark, i Guds Venner (1916) til den tyske reformationistid.
En digter- og en tænkerbegavelse kæmper på en egen måde i Gjellerup; hans digtning svulmer ikke just af naturel og oprindelighed, den sproglige kraft er ringe og det kunstneriske instinkt ikke sikkert, men der er høj poetisk intelligens, megen kunstnerisk kultur og kunnen i ham, og der ligger en fin og alvorlig moralsk interesse, et dybt og ophøjet filosofisk syn bag meget af hans brogede produktion.